# کرستی کالیولاید

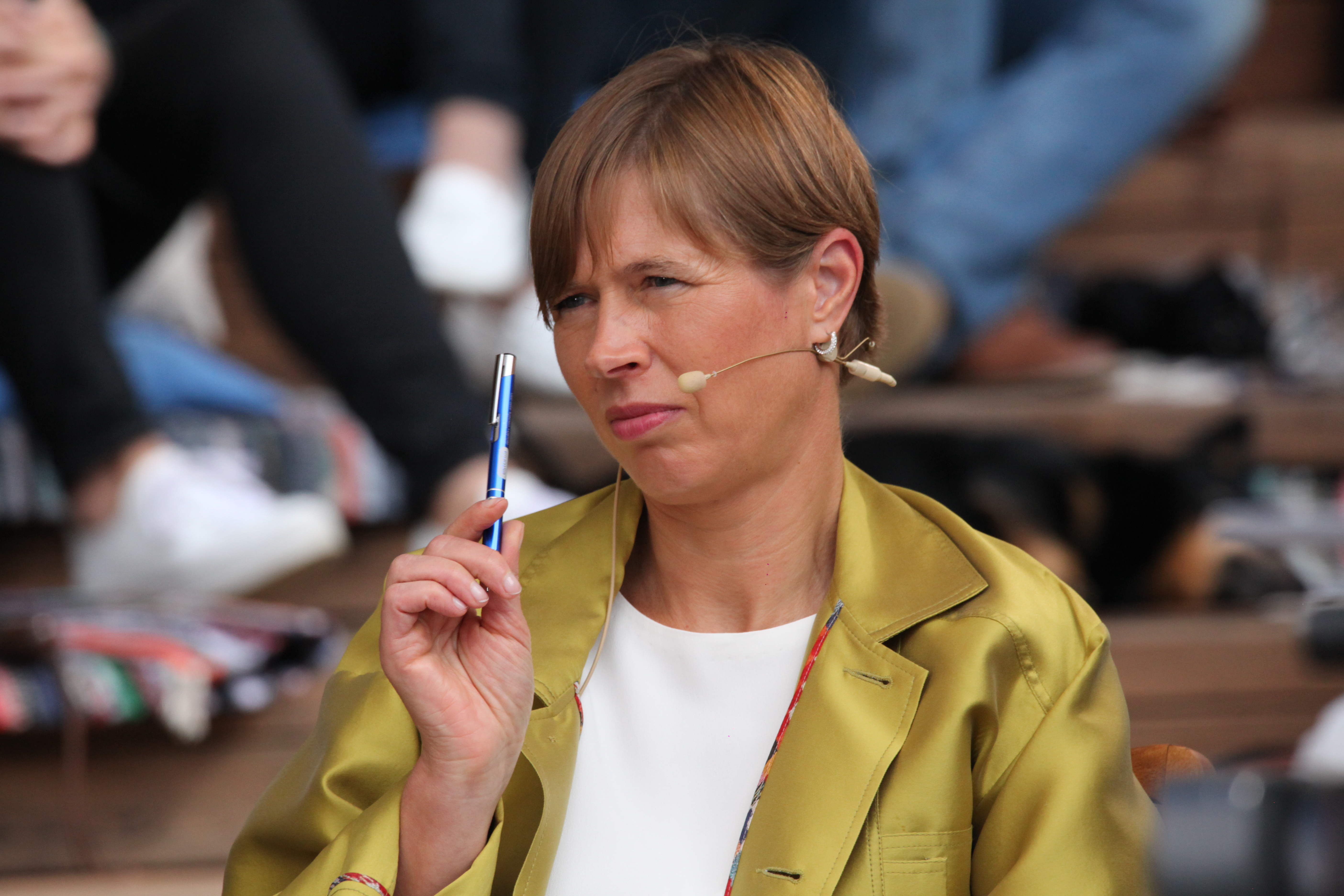
Kersti Kaljulaid (2021)

کرستی کالیولاید (متولد ۳۰ دسامبر ۱۹۶۹ در تارتو) رئیس‌جمهور سابق استونی است، او در تاریخ ۱۰ اکتبر ۲۰۱۶ زمام قدرت را در دست گرفت و ۵امین رئیس‌جمهور این کشور می‌باشد. از زمان استقلال این کشور در سال‌های ۱۹۱۸ و ۱۹۹۱ او اولین زنی است که این مقام می‌رسد، در عین‌حال او با ۴۶ سال سن، جوانترین فردی خواهد بود در این کشور به ریاست جمهوری رسیده‌است. او همکنون از حسابرسان اتحادیه اروپا است، او جانشین توماس هندریک ایلوز خواهد شد که پس از دو دوره ۵ ساله از سمت خود کنار می‌رود.